# Słupca
Słupca (deutsch Slupca, 1943–1945 Grenzhausen (Wartheland)) ist eine Stadt im östlichen Teil der polnischen Woiwodschaft Großpolen. Słupca ist Hauptstadt des Powiat Słupecki. Die Stadt hat 14.000 Einwohner. Słupca ist eine Stadtgemeinde und Sitz einer davon unabhängigen Landgemeinde mit etwa 9.000 Einwohnern.

## Geographische Lage
Die Stadt liegt etwa siebzig Kilometer östlich der Stadt Posen und 25 Kilometer östlich der Stadt  Września (Wreschen).

## Geschichte
|  |

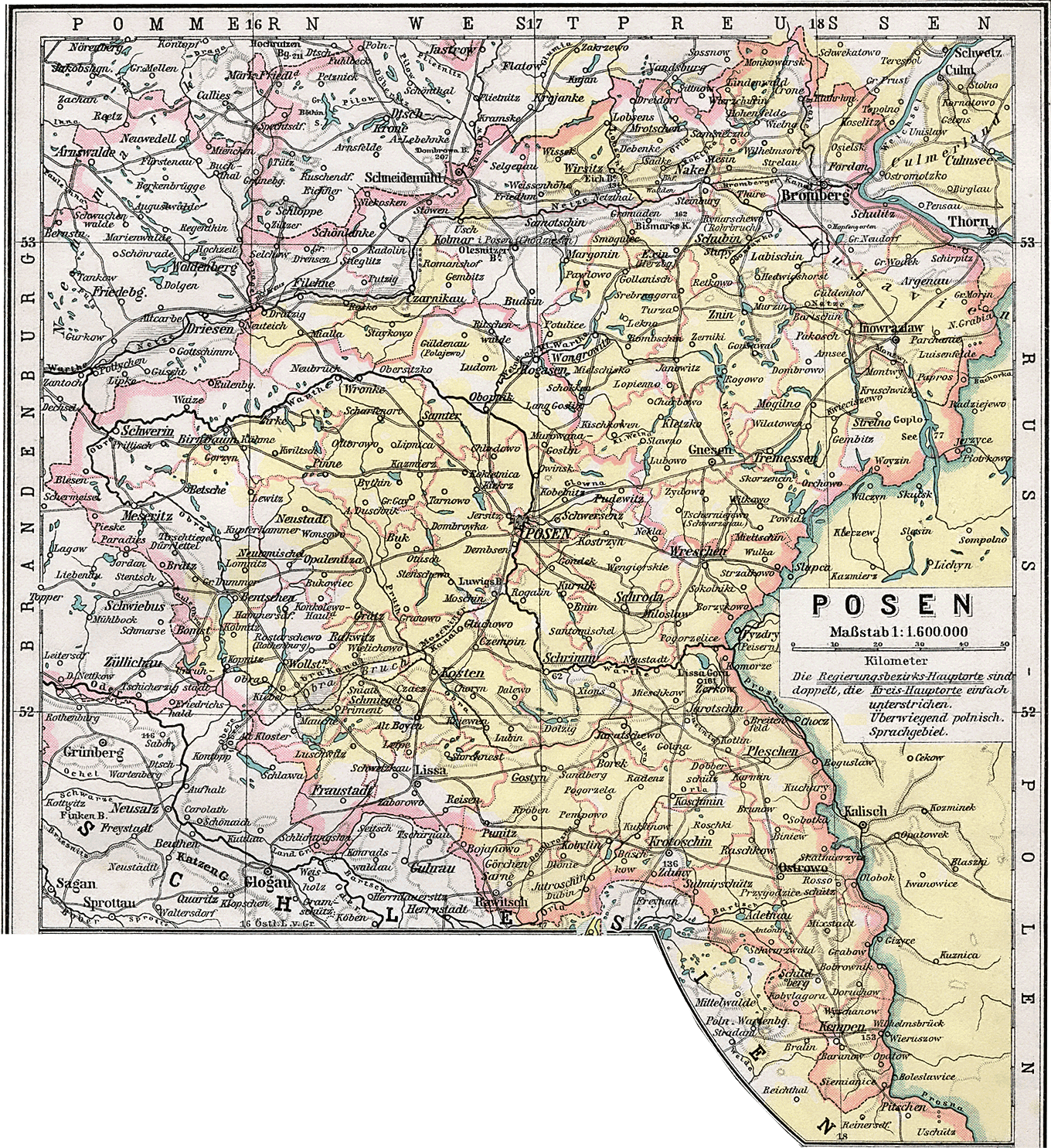
Slupca östlich der Stadt Posen und östlich der Stadt Wreschen (Września) auf einer Landkarte der Provinz Posen von 1905 (gelb markierte Flächen kennzeichnen Gebiete mit seinerzeit mehrheitlich polnischsprachiger Bevölkerung).

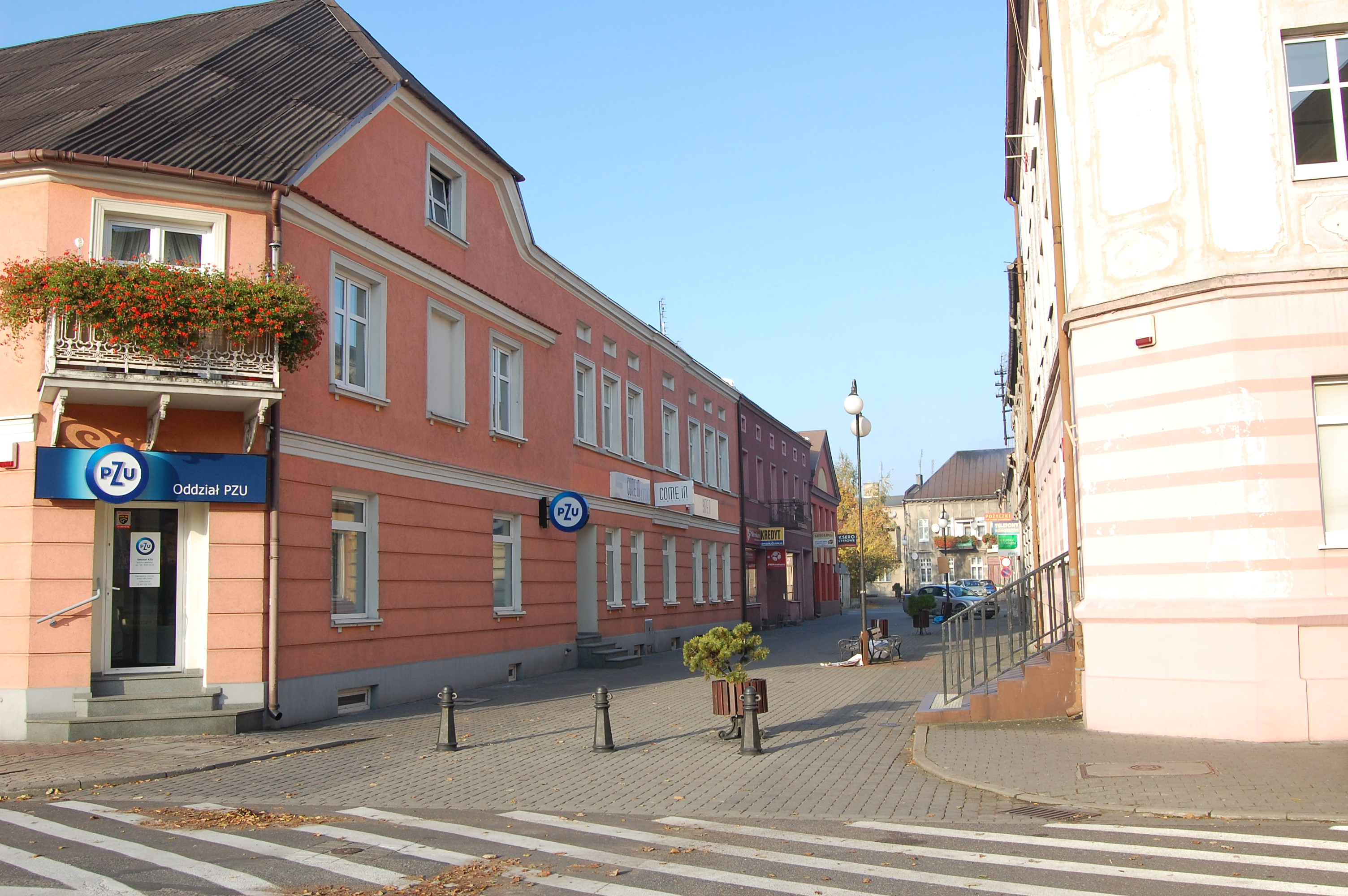
Straßenzug im Stadtzentrum (2015)

Erstmals erwähnt wurde der Ort  1176. Im Jahr 1290 erhielt die Ortschaft von ihrem Besitzer, dem Posener Bischof Johann, Neumarkter Stadtrecht.  Am 11. Januar 1314 erteilt Władysław I. Ellenlang in Slupca dem Posener Bischof Andreas,  Besitzer der Stadt, für seine vielfachen Verdienste das Recht, in der Stadt eine Münze zu errichten, deren Prägung in ganz Polen gültig sein soll. Die Kleinstadt war im Mittelalter von Mauern umgeben. Im Jahr 1331 wurde sie durch Feuer zerstört.

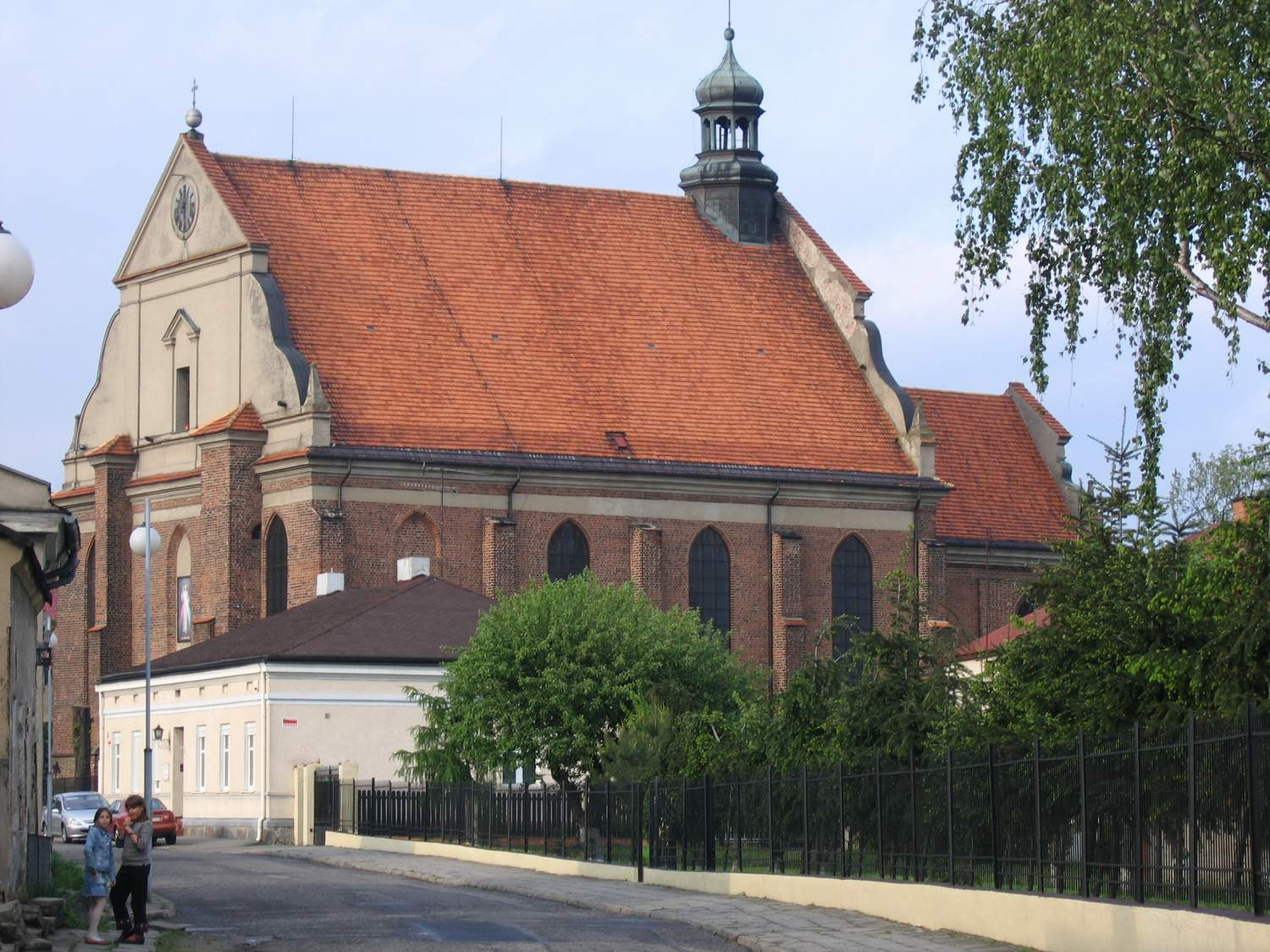
St.-Lorenz-Kirche
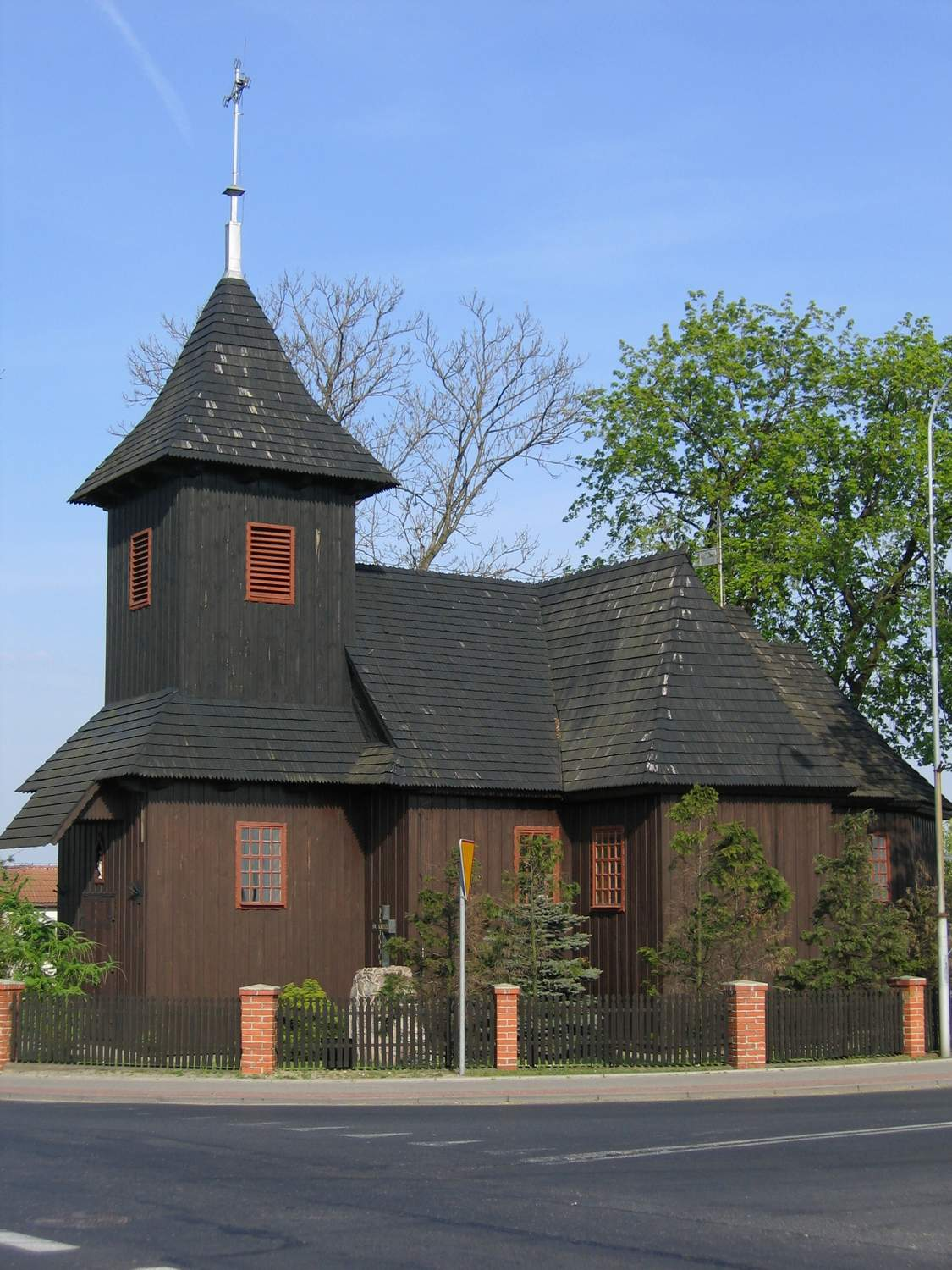
St.-Leonard-Kirche

Durch die Zweite Teilung Polens kam die Stadt  von 1793 bis 1807 vorübergehend an Preußen. Von 1807 bis 1815 war Słupca Teil des Herzogtums Warschau und anschließend Teil Kongresspolens. 1867 verlor der Ort sein Stadtrecht erneut, erhielt es aber 1932 wieder.

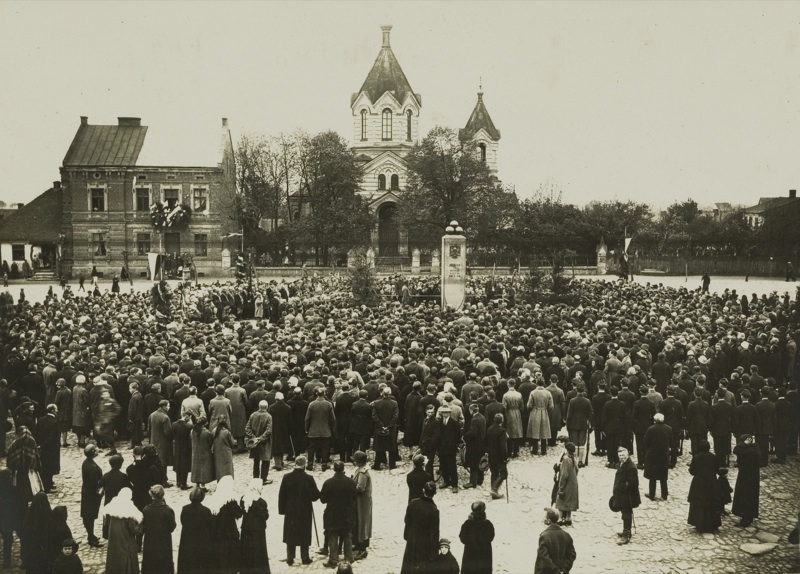
Marktplatz im Jahr 1926, im Hintergrund die im Jahre 1936 abgerissene Kirche
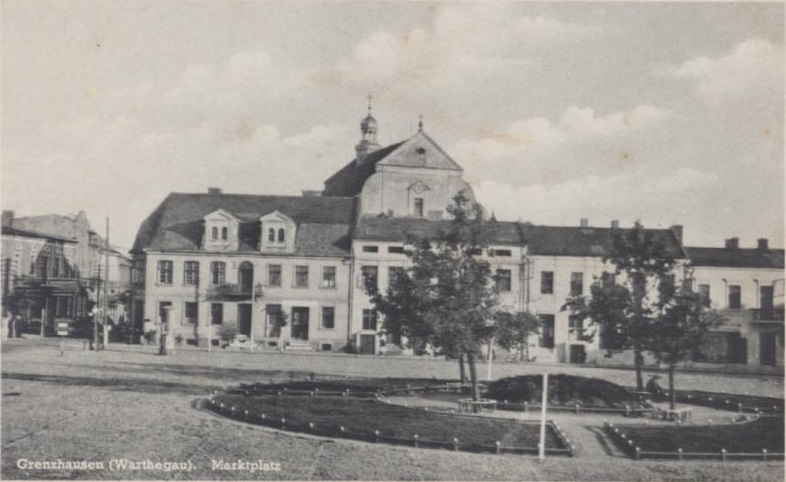
Marktplatz in Grenzhausen (Słupca), Warthegau

Während der deutschen Besatzung im Zweiten Weltkrieg trug sie den deutschen Namen Grenzhausen. Die Stadt hatte eine römisch-katholische Kirche, eine griechisch-katholische Kirche und eine Synagoge.

## In Słupca geborene Persönlichkeiten
- Dieter Zimmermann (* 1942), deutscher Maler und Grafiker

- Jan Bednarek (* 1996), Fußballspieler

## Gemeinden

### Stadtgemeinde
Die Stadt Słupca bildet eine eigenständige Stadtgemeinde (gmina miejska).

### Landgemeinde
Die Landgemeinde (gmina wiejska) Słupca hat eine Fläche von 144,93 km². Zu ihr gehören folgende 30 Ortschaften mit einem Schulzenamt:
Cienin Kościelny (1943–1945 Schattingen)
Cienin-Kolonia
Cienin Zaborny (1943–1945 Schattenwalde)
Drążna
Gółkowo
Kamień
Kąty
Kochowo
Korwin
Koszuty
Koszuty-Parcele
Kotunia
Kowalewo-Góry
Kowalewo-Opactwo
Kowalewo-Sołectwo
Marcewek
Marcewo
Młodojewo
Młodojewo-Parcele
Niezgoda
Nowa Wieś
Pępocin
Piotrowice (dt.: Peterwitz)
Pokoje
Poniatówek
Rozalin
Wierzbno
Wierzbocice
Wilczna
Wola Koszucka-Parcele
Weitere Ortschaften der Landgemeinde sind:
Benignowo
Bielawy
Borki
Cienin-Perze
Cienin Zaborny-Parcele
Czerwonka
Czesławowo
Grobla
Grzybków
Jaworowo
Józefowo
Kluczewnica
Koszuty Małe
Kowalewo Opactwo-Parcele
Kowalewo Opactwo-Wieś
Kunowo
Meszna
Michałowo
Piotrowice-Parcele
Posada
Rokosz
Róża
Sergiejewo
Szkudłówka
Zaborze
Zacisze
Zastawie
Żelazków